# Nopalityna
Genre
Nopalityna est un genre d'araignées aranéomorphes de la famille des Dictynidae.

## Distribution
Les espèces de ce genre se rencontrent aux États-Unis au Canada au Mexique.

## Liste des espèces
Selon World Spider Catalog (version 26, 12/07/2025) :
- Nopalityna francisca (Bishop & Ruderman, 1946)
- Nopalityna jonesae (Roewer, 1955)
- Nopalityna orbiculata (Jones, 1947)
- Nopalityna sublata (Hentz, 1850)
- Nopalityna suprenans (Chamberlin & Ivie, 1935)
- Nopalityna uintana (Chamberlin, 1919)

## Systématique et taxinomie
Ce genre a été décrit par Cala-Riquelme et Esposito en 2025 dans les Dictynidae.

## Publication originale
- Montana, Cala-Riquelme, Crews, Gorneau, Al-Jamal, Alequín, Spagna, Ballarin & Esposito, 2025 : « Tailor's drawer no more: a reappraisal of the spider family Dictynidae O. Pickard-Cambridge, 1871 sensu lato. » Zoological Journal of the Linnean Society, vol. 204, no 2, zlaf007, p. 1-97.